# Schloss Freihung

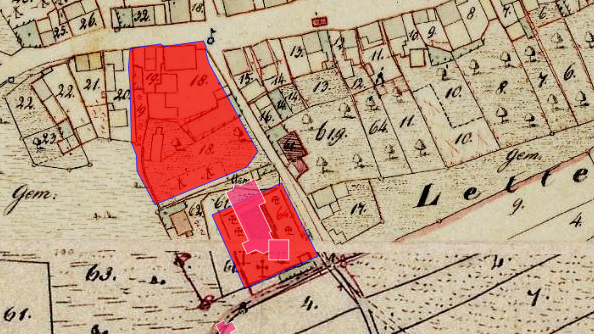
Lageplan von Schloss Freihung auf der Urkataster von Bayern

Das Schloss Freihung ist ein abgegangenes Schloss in der Gemeinde Freihung im Oberpfälzer Landkreis Amberg-Sulzbach von Bayern. „Archäologische Befunde des abgegangenen frühneuzeitlichen Schlosses in Freihung“ werden als Bodendenkmal unter der Aktennummer D-3-6337-0017 geführt. 

## Geschichte
Freihung wird 1427 erstmals urkundlich erwähnt; in dieser Urkunde wird auf den bereits bestehenden Bleibergbau hingewiesen („Bergflecken auf der Freyhung“). Die Bezeichnung Freihung bezieht sich auf die Freiheiten, die den Bergleuten von den Landesherren verliehen wurden, um den Bleibergbau in Aufschwung zu bringen. Spätestens seit Ende des 16. Jahrhunderts ist hier ein Edelsitz nachweisbar. Bis 1606 sind hier die Herren von Hirschberg nachgewiesen, danach die Kastner von Schnaittenbach und Fiecht. Der Bergbauunternehmer Gabriel Kastner errichtete 1606 hier „das Schlössl“ zu Freihung. Durch den Dreißigjährigen Krieg war auch Freihung betroffen, während vor dem Krieg hier 75 Mannschaften gezählt wurden, waren es 1661 nur noch 30; das Bleibergwerk bestand aber weiterhin. 1761 folgt Hans Kreis von Hersbruck auf dem Schloss, dann die Brandt auf Neidstein, die Podewils und die Hözendorf. Von diesen wurde das Schloss 1775 an den Gastwirt Häusler verkauft, der es zu einem Gasthaus umfunktionierte; weiterer Besitzer war die Familie Kleber. Nachdem es einige Jahre im Besitz der Gemeinde war, wurde es im Jahre 2003 von der Familie Georg Glaser erworben.
Gerichts- und Herrschaftsrechte sind durch die Schlossbesitzer offensichtlich nicht ausgeübt worden. Dies mag mit der am 12. November 1550 verliehenen Bergwerksfreiheit und dem am 20. November 1569 verliehenen Wappenbrief für bergflecken uf der Freiung genannt zusammenhängen. Als 1838 das Landgericht Vilseck (älterer Ordnung) gegründet wurde, kamen die zuvor dem Landgericht Neustadt gehörenden Gemeinden Freihung und Thansüß nach Vilseck. Thansüß wurde am 1. Januar 1972 nach Freihung eingemeindet.

## Baulichkeit
Das Schloss war ein zweigeschossiger Bau mit hohen Treppengiebeln in der Nähe der Pfarrkirche Heilige Dreifaltigkeit. Zu ihm gehörte ein von einer Mauer umschlossener Hof mit weiteren Wirtschaftsgebäuden. Über dem Eingang befand sich das Ehewappen der Kastner von Schnaittenbach von 1606. Der Bau besaß profilierte Tür- und Fenstergewände. An drei Fenstern auf der Nordseite befanden sich Sohlbänke mit Konsolengesims. 1911 wurde das zum Gasthof „Alte Post“ umgebaute Schloss um einen Anbau erweitert, dem ein Teil der Schlossmauer zum Opfer fiel. In der Silvesternacht 1978 brannte das Gasthaus ab und wurde neu wieder aufgebaut, das alte Schloss wurde völlig abgebrochen und durch einen Neubau ersetzt (heute Gasthaus „Alte Post“, Amberger Str. 1).